# Słownik etymologiczny języka polskiego (Aleksander Brückner)
Słownik etymologiczny języka polskiego – słownik etymologiczny autorstwa Aleksandra Brücknera (1856–1939), wydany w 1927 przez Krakowską Spółkę Wydawniczą. Zawiera 5850 haseł objaśniających około 26 260 jednostek leksykalnych (w tym także nazw własnych, a ponadto 27 „rozprawek przekrojowych”, takich jak Fauna i flora czy Imiennictwo osobowe), ułożonych w odmiennym od powszechnie stosowanego współcześnie porządku alfabetycznym. Był pierwszym słownikiem etymologicznym języka polskiego i jednym z pierwszych na gruncie slawistyki. Dzieło miało szereg wznowień m.in. w latach 1957, 1970, 1985 i in. 
Autor należał do najwybitniejszych językoznawców polskich swoich czasów. Charakter dzieła określa fakt, że swój słownik w zamierzeniu kierował on do szerokiego grona odbiorców, oraz to, że jest on silnie naznaczony piętnem indywidualności autorskiej. W doborze materiału leksykalnego zwraca uwagę duża ilość archaizmów, wyrazów rzadkich, a nawet żartobliwych (stosunkowo niewiele jest natomiast słownictwa gwarowego). Istnieją przekazy, że autor miał przygotowywać materiały do drugiego, szerszego i znacznie zmienionego wydania dzieła – zaginęły one jednak w czasie II wojny światowej.